# Domenico Serafini
Domenico Serafini, OSB (Roma, 3 de agosto de 1852-Roma, 5 de marzo de 1918) fue un cardenal católico italiano que sirvió en varias diócesis y fue además nuncio apostólico y miembro de la curia romana, siendo elevado al cardenalato en 1914 por el papa Pío X.

## Biografía
Domenico Serafini nació en Roma en una antigua familia noble, sus padres fueron Luigi Serafini y Costanza Di Pietro. Su abuelo materno Giovani Di Pietro sirvió como abogado del colegio de cardenales, y después de enviudar fue ordenado sacerdote y nombrado auditor eclesiástico por el papa Gregorio XVI. Por línea paterna, tenía relación con Camilo Serafini quien fue el primer y único gobernador del estado Vaticano.
Ingresó a la orden de San Benito en 1871. Profesó sus votos religiosos el 16 de junio de 1874 y estudió en diferentes casas benedictinas y en la Pontificia Universidad Gregoriana donde obtuvo el doctorado en filosofía y el doctorado en teología sagrada. Fue ordenado sacerdote el 21 de octubre de 1877.
De 1877 a 1892, fue miembro de la comunidad benedictina en Subiaco sirviendo como maestro de novicios y profesor de teología. Fue nombrado prior del monasterio de Santa Escolástica y procurador de su orden en Roma en 1892. El 5 de junio de 1896 fue elegido abad general de los benedictinos.
El 16 de abril de 1900, Serafini fue nombrado Arzobispo de Espoleto por el papa León XIII siendo consagrado el 6 de mayo del mismo año por el cardenal Serafino Vannutelli y como co-consagrantes los arzobispos Casimiro Gennari y Tommaso Granello. Posteriormente, Serafini fue nombrado Delegado Apostólico en México el 4 de enero de 1904 y asesor de la Congregación para la Doctrina de la Fe el 30 de noviembre de 1911 y obispo titular de "Seleucia Pieria" el 2 de marzo de 1912.
El papa Pío X lo creó cardenal otorgándole la sede de Santa Cecilia in Trastevere en el consistorio del 25 de mayo de 1914 apenas tres meses antes del fallecimiento de este papa por lo que Serafini pudo participar en el cónclave de 1914 para elegir a su sucesor. Serafini fue uno de los candidatos a convertirse en papa representando al ala conservadora de los cardenales pero siendo vencido hasta la décima votación por el cardenal Giacomo della Chiesa, de corte progresista, quien se convertiría en Benedicto XV.
El papa Benedicto XV lo nombró Prefecto para la Congregación de los Institutos de Vida Consagrada el 27 de enero de 1916 tras la muerte del cardenal Girolamo Maria Gotti y posteriormente Prefecto de la Congregación para la Doctrina de la Fe el 24 de marzo de 1916.
El cardenal Serafini falleció en Roma a la edad de 65 años. Fue sepultado en el Campo Verano.